# Sixten Samuelsson
Sixten Henrik Samuelsson, född 15 oktober 1875 i Ekshärads församling, Värmlands län, död 21 november 1956 i Uppsala, var en svensk rektor och författare. 
Sixten Samuelsson var son till godsägaren Samuel Henrik Samuelsson. Efter mogenhetsexamen i Karlstad studerade han vid Uppsala universitet där han blev filosofie kandidat 1897 och filosofie licentiat 1902. Efter att 1901–1905 varit lärare vid Uppsala enskilda läroverk och privatgymnasium för flickor knöts han till Uppsala högre allmänna läroverk där han var adjunkt 1905–1917, lektor i historia och geografi 1917–1941 och rektor 1929–1941. Därutöver var han 1917–1929 föreståndare för Uppsala högre elementarläroverk för flickor. Han blev 1932 filosofie hedersdoktor vid Uppsala universitet. Bland hans många allmänna uppdrag märks, att han tillhörde Uppsala stadsfullmäktige för högerpartiet 1922–1936 samt var dess vice ordförande 1935–1938 och 1943–1946.
Samuelsson gjorde sig känd som en framstående pedagog och skrev avsnittet om Medeltiden i Allmän historia för gymnasiet (utgiven av Samuelsson tillsammans med Richard Nordin 1917) och tillsammans med  Hans W:son Ahlmann Roths skolatlas No 1: Geografisk atlas för allmänna läroverken: Skolatlad N:o 2. Bland hans övriga skrifter märks Källorna för Gustaf Vasas äfventur i Dalarna (1910), där han klarlägger den sentida traditionsbildningen krig Gustav Vasas dramatiska upplevelser i Dalarna, tillsammans med Hugo Hildebrandsson En bok om Värmland av värmlänningar (1917–1921) samt partierna om medeltidens historia och de stora geografiska upptäckterna i Bonniers illustrerade världshistoria (band 2-4, 1929–1934).
Hans skolhistorik Högre Allmänna Läroverket i Uppsala. En gammal skolas öden från 1200-talet till våra dagar publicerades år 1952. 
I samarbete med Föreningen Heimdal utgav han Sibirien (1907).